# Hans Leyers
Hans Leyers (* 5. März 1896 in Düsseldorf; † 2. Februar 1981 in Eschweiler) war ein deutscher Wehrmachtsoffizier, zuletzt im Rang eines Generalmajors. In seiner letzten Verwendung als Generalbevollmächtigter des Reichskriegsministeriums für Rüstung und Kriegsproduktion in Italien war Leyers dort einer der höchsten Vertreter des Deutschen Reiches.

## Leben und Wirken
Nach seiner Schulzeit trat Leyers am 23. März 1914 als Fahnenjunker in das 5. Fuß-Artillerie-Regiment ein, wo er am 21. Mai 1914 zum Leutnant befördert wurde. Er nahm unter anderem als Regiments- und Bataillonsadjutant am Ersten Weltkrieg teil. Anschließend wurde Leyers am 1. Oktober 1919 von der Reichswehr übernommen, am 1. Oktober 1920 zum Artillerie-Regiment Nr. 1 versetzt und dort am 1. September 1922 zum Oberleutnant befördert.
Nach einer weiteren Verwendung von Oktober 1925 bis Oktober 1926 im Artillerie-Regiment Nr. 6 absolvierte Leyers bis 1930 an der Technischen Hochschule Charlottenburg ein Studium zum Diplom-Ingenieur, im Verlauf dessen im Jahr 1928 seine Beförderung zum Hauptmann erfolgte. Anschließend promovierte er und wurde als Referent im Heereswaffenamt übernommen. Zum 1. März 1931 folgte seine Versetzung als Eskadronchef zum 1. Transport-Bataillon. Mit Wirkung zum 1. Juli 1934 habilitierte sich Leyers und kehrte ins Heereswaffenamt zurück, wo er im Rang eines Majors die Gruppenleitung für Beschaffungsmaßnahmen leitete. In dieser Zeit veröffentlichte er sein einziges Buch mit dem Titel Das Fußartillerie-Bataillon Nr. 50 im Weltkriege 1914/1918, erschienen im Eigenverlag mit 216 Seiten.
Nach seiner Beförderung zum Oberstleutnant im Januar 1937 erhielt Leyers im Oktober des gleichen Jahres das Kommando über die 2. Abteilung des Artillerie-Regiments Nr. 20. Anschließend übernahm er am 10. November 1938 die Leitung des „Regimentsstabes Artillerie-Regiment Nr. 45“ und nach dessen Umbenennung am 24. November 1938 des „Regimentsstabes Artillerie-Regiment Nr. 116“ und wurde dort im Juni 1939 zum Oberst befördert.
Mit Wirkung zum Mai 1940 wurde Leyers als Abteilungsleiter der Waffenabteilung in die Amtsgruppe für Industrielle Rüstung – Waffen und Gerät beim Chef der Heeresrüstung und Befehlshaber des Ersatzheeres in das Oberkommando des Heeres versetzt. Nach seiner Beförderung am 1. Januar 1943 zum Generalmajor wurde er schließlich am 13. September 1943 von Albert Speer als Generalbevollmächtigter für Italien in das Reichsministerium für Rüstung und Kriegsproduktion berufen. Damit stand er bis August 1944 Friedrich Landfried und anschließend Otto Wächter zur Seite, die als höchste Vertreter des Deutschen Reiches die Militärverwaltung in Italien innehatten.
Am 24. April 1945 geriet Leyers durch eine List seines Fahrers und Dolmetschers Pino Lella, der für den italienischen Widerstand arbeitete, in amerikanische Kriegsgefangenschaft und wurde in ein Lager bei Innsbruck überstellt.

### Wirken in Italien
Hans Leyers vorrangige Aufgaben bestanden darin, die Wirtschaft Nord- und Mittelitaliens ohne Konsultationen italienischer Behörden in den Dienst der deutschen Kriegswirtschaft zu stellen und diese Vorgänge strategisch abzusichern. Alleine in der Zeit seiner Verantwortung in Italien wurden Wirtschaftsgüter wie beispielsweise Rohstoffe und Schwermetalle, Halb- und Fertigfabrikate sowie Betriebs- und Fertigungseinrichtungen mit mehreren zehntausend Waggons und mehr als 1.150.000 Tonnen Ladung für deutsche kriegsrelevante Unternehmen aus dem Land geschafft. Des Weiteren beschaffte er sich aus italienischen Depots Nahrungsmittel und Vorräte für die deutschen Truppen, was zu einer Hungersnot im Lande führte. Darüber hinaus überwachte Leyers unter anderem die U-Verlagerung der Caproni-Werke Torbole, den Bau der Gotischen Linie und des Bunkers bei Marnate, der als Goldsammellager vorgesehen war, und griff bei diesen Baumaßnahmen vielfach auf Zwangsarbeiter zurück.
Er gewährte Herbert von Karajan Unterschlupf in der Villa d’Este am Comer See, nachdem dieser sich am 18. Februar 1945 aus Deutschland abgesetzt hatte, um einen Einberufungsbefehl zu entgehen.

### Nachkriegsjahre

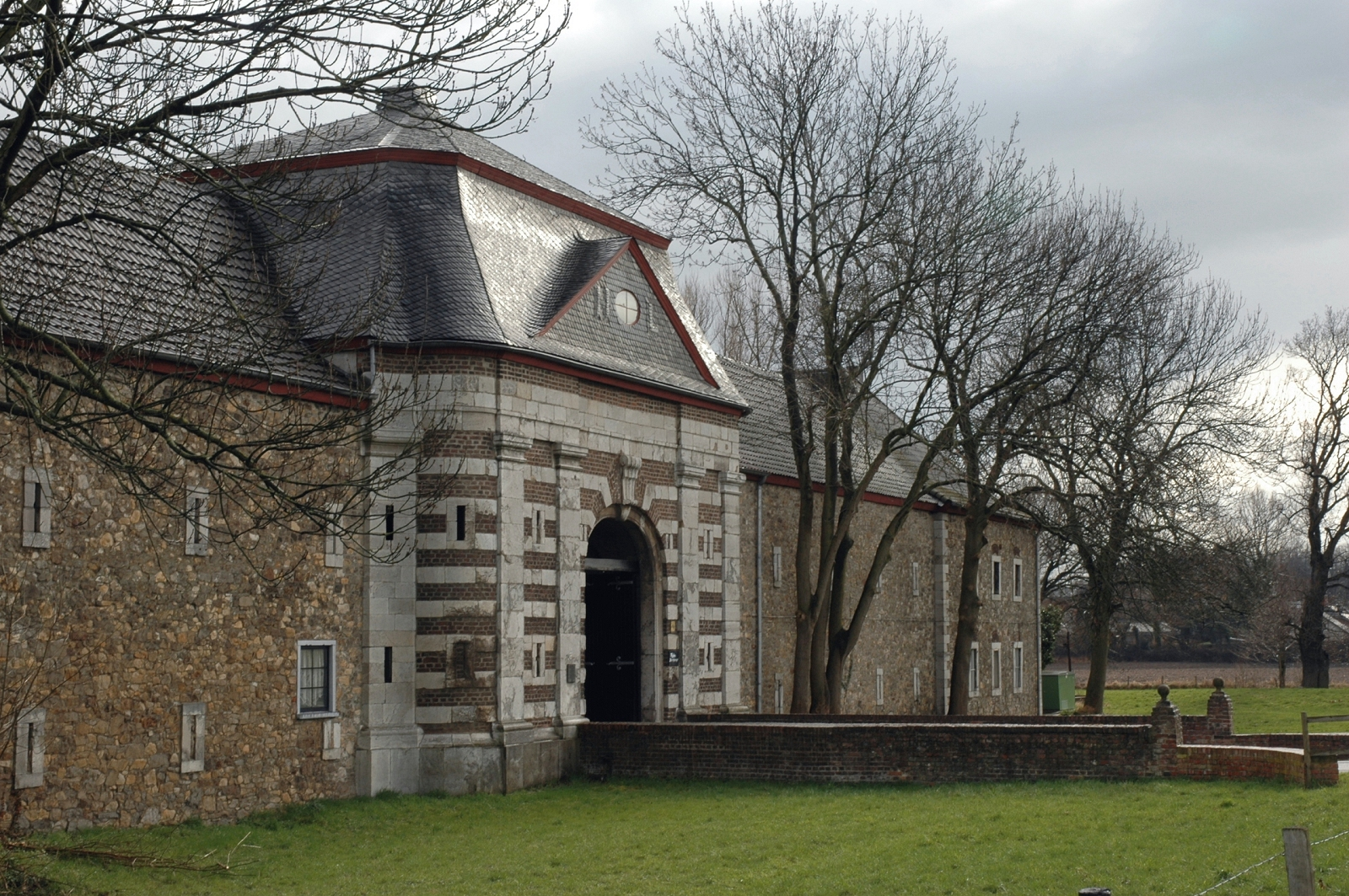
Familiensitz Haus Palant

Obwohl es nach dem endgültigen Zusammenbruch des Faschismus in Italien zunächst zu einer vielfältigen politischen, personellen und gerichtlichen Abrechnung gekommen war, fanden diese jedoch mit dem Amnestiegesetz vom 22. Juni 1946 ihr offizielles Ende und Leyers konnte wie so viele Andere im Jahr 1947 als freier Mann nach Deutschland zurückkehren. Er zog sich mit seiner Frau und seinen beiden Kindern auf das Rittergut Haus Palant zurück, das sich seit 1917 im Besitz der Familie befand. Beruflich verdiente er fortan seinen Lebensunterhalt als Berater mehrerer deutscher Großkonzerne, unter denen sich beispielsweise die Firmen Friedrich Krupp AG und von Friedrich Flick befanden.
Im Jahr 1952 stiftete Leyers der evangelischen Kirchengemeinde Weisweiler die zum Bestand von Haus Palant gehörende Burg Weisweiler und unterstützte mit einer weiteren Spende von 150.000 DM den Umbau der Burg zu einem evangelischen Gemeindezentrum. Als Mitbegründer der evangelischen Gemeinde Weisweiler wurde er später deren Kirchmeister.
Für seine Verdienste um die evangelische Gemeinde beschloss der Rat der Stadt Eschweiler am 8. Juli 1992 eine Straße nach Hans Leyers zu benennen. Nach der Veröffentlichung des im 2018 erschienenen Buchs von Mark T. Sullivan Unter blutrotem Himmel wurde die Eignung Leyers für diese Ehrung bezweifelt. Obwohl das Buch teilweise fiktional war und Leyers Wirken bedeutender darstellte, als es war, bestätigte ein Gutachten des Historikers Carlo Gentile im August 2019 in der Gesamtbewertung die Bedenken der Stadt Eschweiler: Leyers sei zwar kein Hauptkriegsverbrecher, als militärischer Technokrat jedoch für Gewaltmaßen im Krieg verantwortlich. Die Straße wurde daraufhin in Burggraben umbenannt.
Hans Leyers war mit Hannalisa, geborene Köster (1903–1991) verheiratet, mit der er den Sohn und promovierten Physiker Hans-Jürgen Leyers (1928–2014) und die Tochter Ingrid Leyers, verheiratete Brück (1926–2017) bekam.

## Ehrungen (Auswahl)
Im Laufe seiner Militärlaufbahn erhielt Leyers zahlreiche Ehrungen, darunter:
- das Eiserne Kreuz (1914) II. und I. Klasse im 1. Weltkrieg
- das Verwundetenabzeichen (1918) in schwarz
- das Kriegsverdienstkreuz II. und I. Klasse mit Schwertern
- das Ritterkreuz des Kriegsverdienstkreuzes mit Schwertern (24. Juni 1944)